# Colorno
Colorno é uma comuna italiana da região da Emília-Romanha, província de Parma, com cerca de 7.932 habitantes. Estende-se por uma área de 48 km², tendo uma densidade populacional de 165 hab/km². Faz fronteira com Casalmaggiore (CR), Gussola (CR), Martignana di Po (CR), Mezzani, Sissa, Torrile.

## Demografia
| Variação demográfica do município entre 1861 e 2011                               |
|                                                                                   |
| Fonte: Istituto Nazionale di Statistica (ISTAT) - Elaboração gráfica da Wikipedia |